# Probolomyrmex greavesi
Probolomyrmex greavesi är en myrart som beskrevs av Taylor 1965. Probolomyrmex greavesi ingår i släktet Probolomyrmex och familjen myror. Inga underarter finns listade i Catalogue of Life.

## Bildgalleri

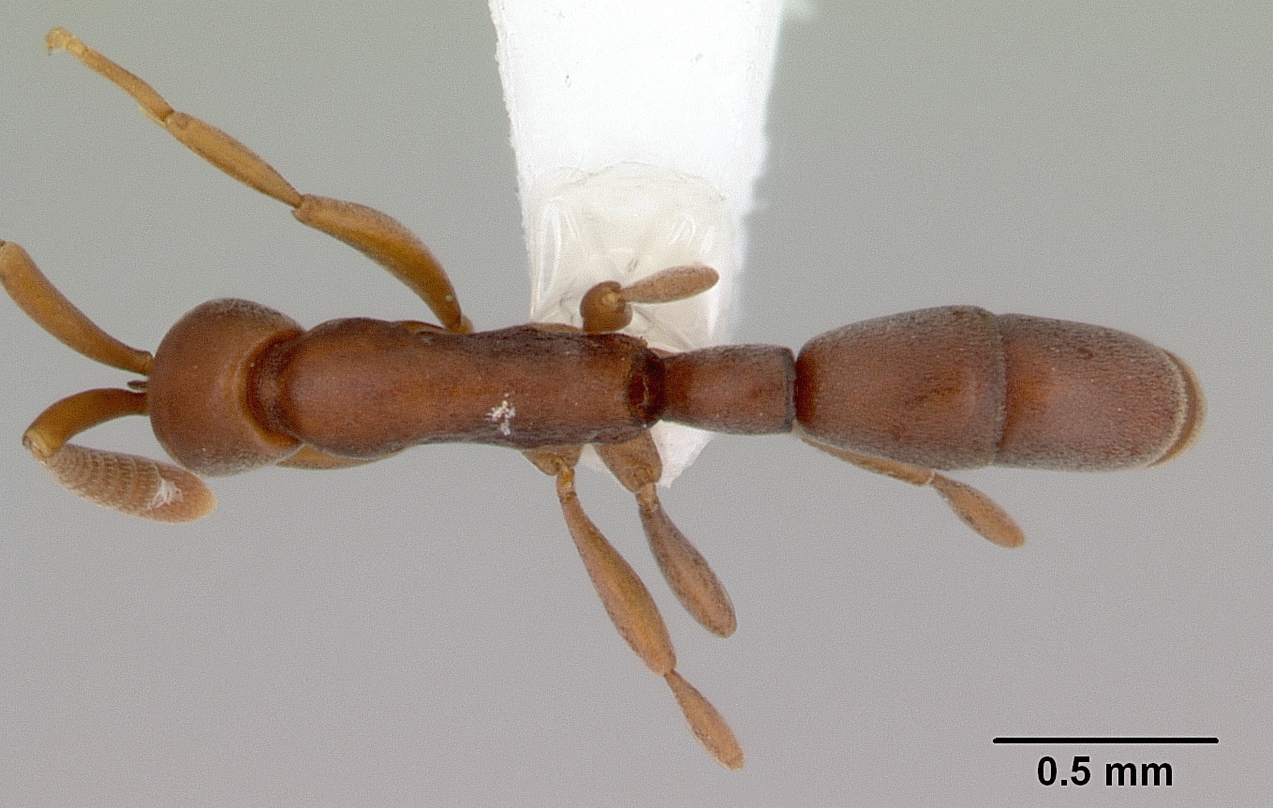
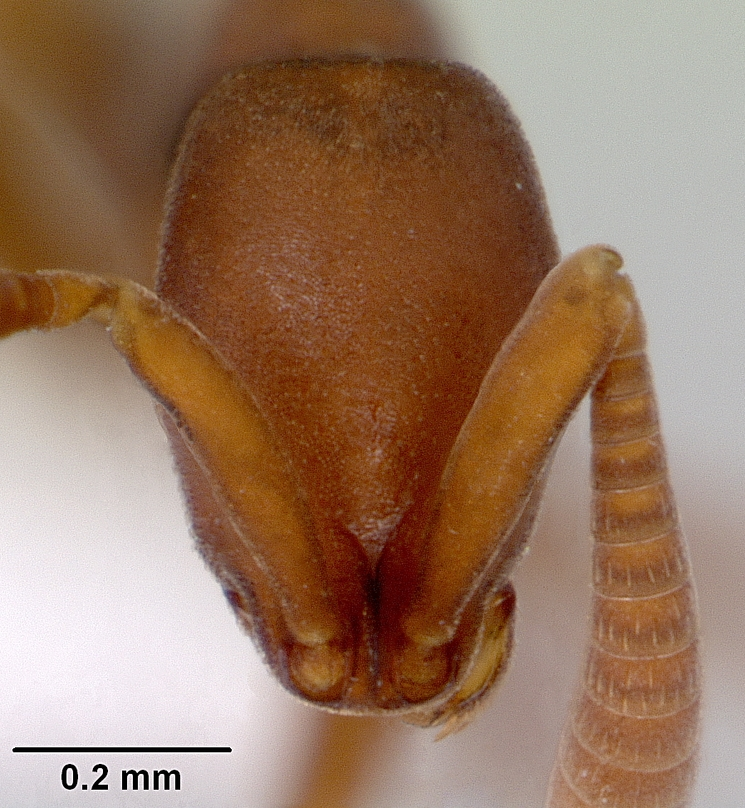
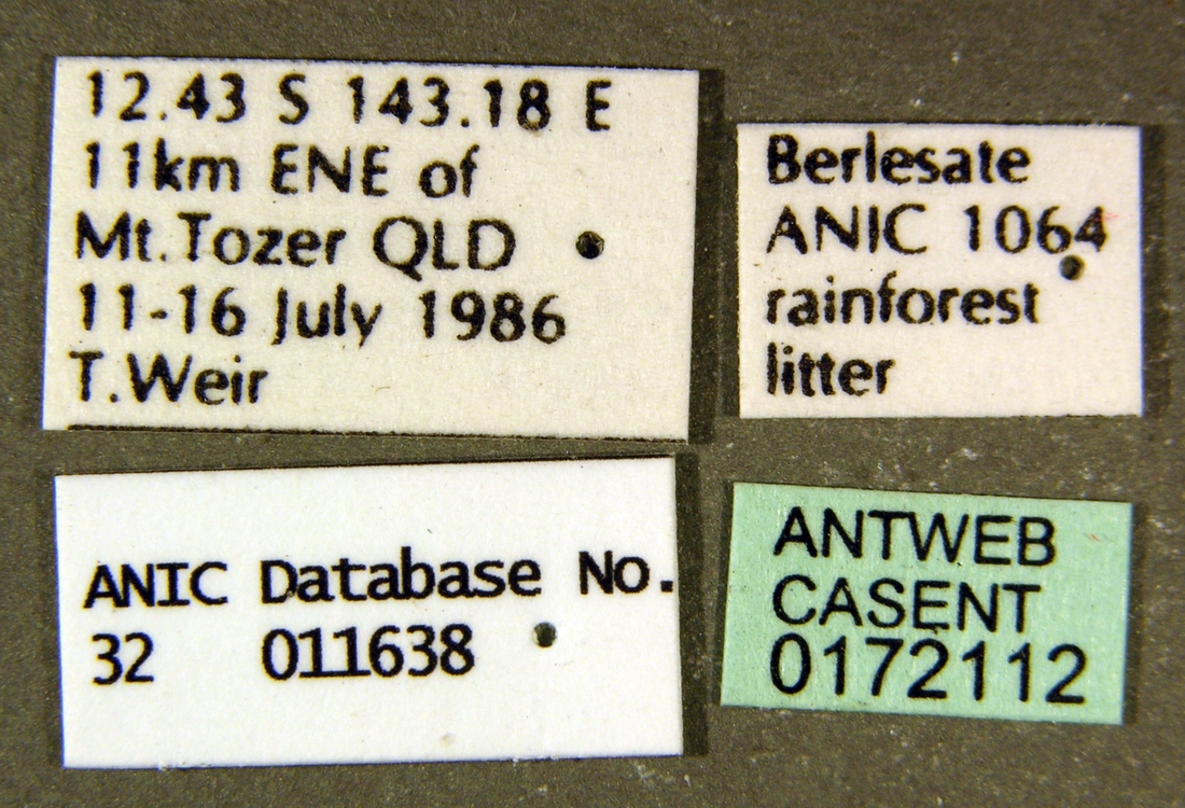
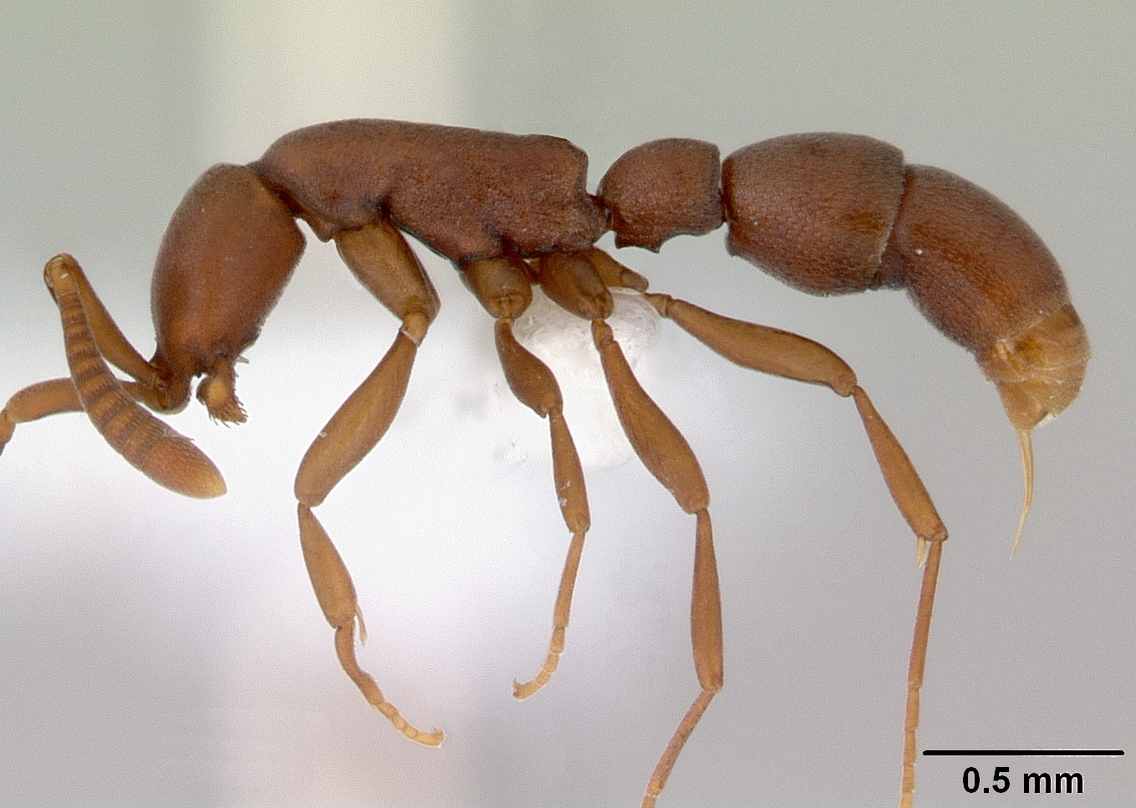
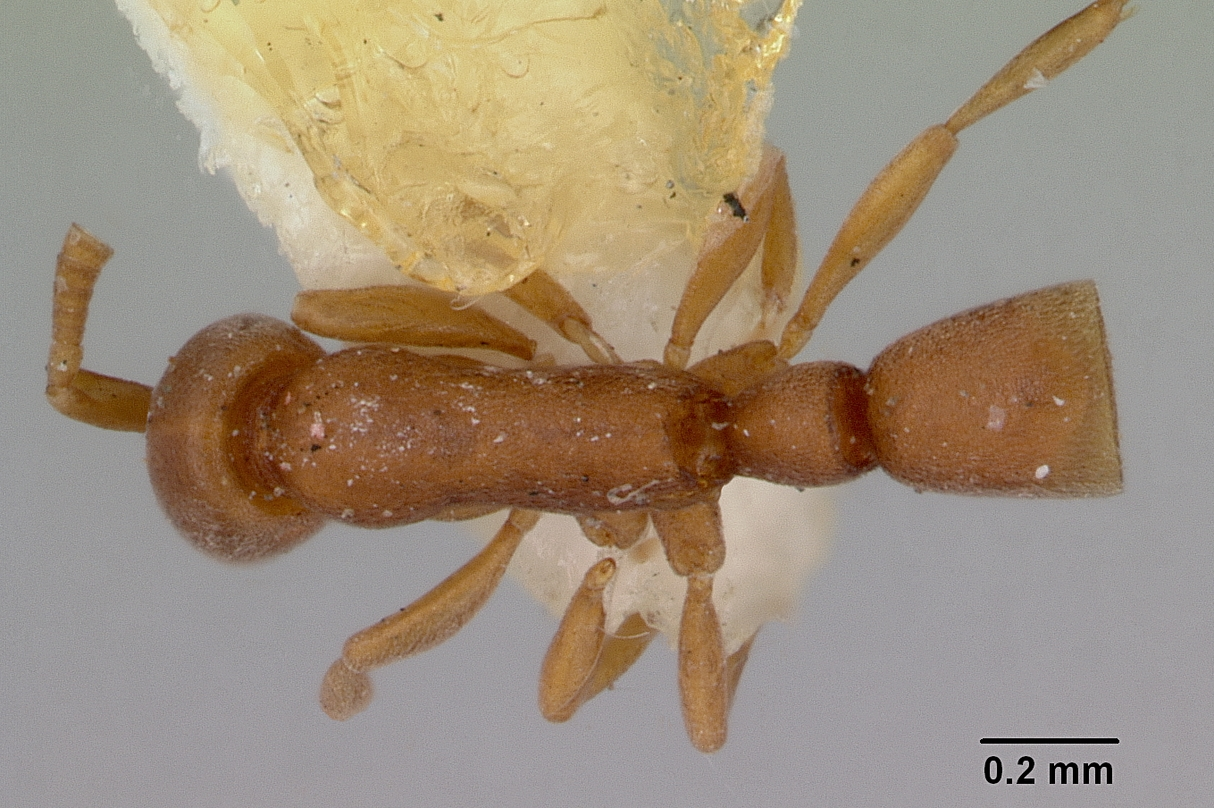
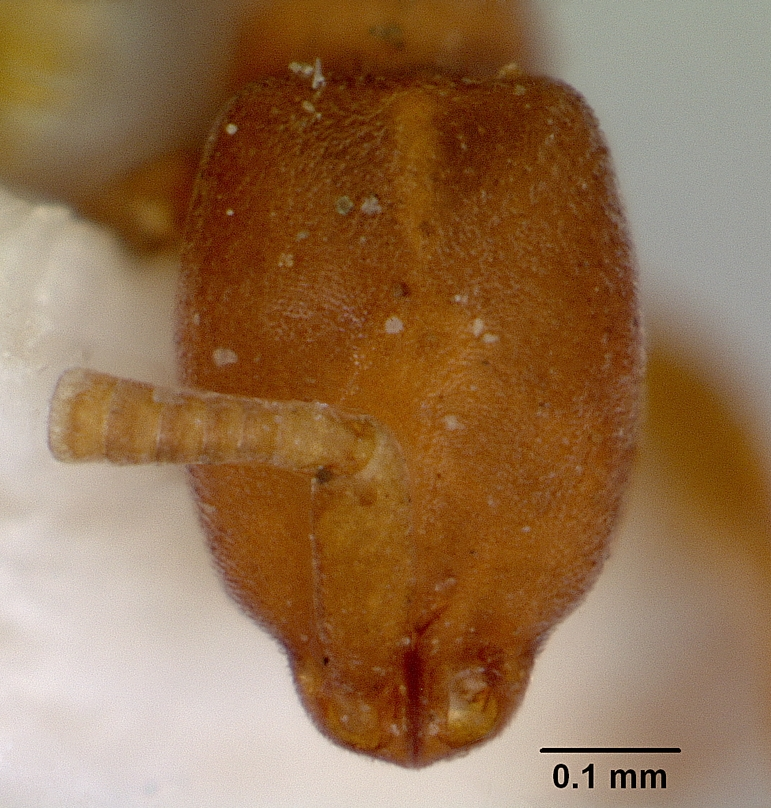